# Rio Kuskokwim
O rio Kuskokwim é o nono maior rio dos Estados Unidos da América, e um dos maiores do Alasca.
Tem  1110 km de comprimento. A sua bacia engloba grande parte dos rios das faces norte e oeste das cadeias montanhosas do Alasca. É navegável e uma das vias de comunicação mais importantes com o interior do território do Alasca. Desagua na baía Kuskokwim.